# Montagne della Turchia
Questa lista indica le vette più alte presenti in Turchia.

## Catene montuose
- Anti-Tauro (Aladağlar) nel sud-est del paese
- Altopiano armeno
- Monti Cilo-Sat estensione orientale dei Monti Taurici nella provincia di Hakkâri
- Monti del Ponto presso la costa meridionale del Mar Nero nel nord del paese
- Monti Kaçkar estremità orientale dei Monti del Ponto
- Monti Köroğlu (Anatolia nord-occidentale)
- Monti Nur (Anatolia meridionale)
- Strandža nella parte europea della Turchia e in Bulgaria
- Monti Sultan al limite occidentale dell'altopiano anatolico
- Tauro nella parte meridionale del paese tra la costa e l'altopiano anatolico
- Monti Arsiani nell'Anatolia orientale

## Vette
| Vetta                                  | Altezza | Catena/Massiccio                                        | Provincia         |
| -------------------------------------- | ------- | ------------------------------------------------------- | ----------------- |
| Grande Ararat (Büyük Ağrı Dağı)        | 5137 m  | Ağrı Dağı                                               | Ağrı/Iğdır        |
| Uludoruk Tepesi                        | 4135 m  | Buzul Dağı/Hakkari Dağları/Tauro orientale              | Hakkâri           |
| Cilo Dağı                              | 4116 m  | Buzul Dağı/Hakkari Dağları/Tauro orientale              | Hakkâri           |
| Monte Süphan (Süphan Dağı)             | 4058 m  | Tauro                                                   | Van               |
| Monte Kaçkar (Kaçkar Dağı)             | 3932 m  | Rize Dağları/Monti del Ponto orientali                  | Rize/Artvin       |
| Piccolo Ararat (Küçük Ağrı Dağı)       | 3896 m  | Ağrı Dağı                                               | Ağrı              |
| Erciyes Dağı                           | 3891 m  |                                                         | Kayseri           |
| Mor Dağı                               | 3807 m  | Hakkari Dağları/Tauro orientale                         | Hakkâri           |
| Demirkazık Dağı (Aladağ)               | 3756 m  | Anti-Tauro/Tauro                                        | Niğde             |
| Karadağ                                | 3752 m  | Hakkari Dağları/Tauro orientale                         | Hakkâri           |
| Emler Zirvesi                          | 3723 m  | Aladağlar/Tauro                                         | Niğde             |
| Gökdağ                                 | 3604 m  | Hakkari Dağları                                         | Hakkâri           |
| Kepçe Dağı (Arnas Dağı)                | 3550 m  | İhtiyarşahap Dağları/Tauro orientale                    | Van               |
| Micale (Dilek Dağı)                    | 3550 m  | Rize Dağları/Monti del Ponto orientale                  | Rize/Erzurum      |
| Keşiş Tepesi                           | 3549 m  | Keşiş Dağı/Otlukbeli Dağları                            | Erzincan          |
| Esence Tepesi                          | 3549 m  | Otlukbeli Dağları                                       | Erzincan          |
| Monte Tendürek (Tendürek Dağı)         | 3533 m  | Aladağ                                                  | Ağrı              |
| Medetsiz Zirvesi                       | 3524 m  | Bolkar Dağları                                          | Niğde             |
| Hüdavendigâr Dağı                      | 3510 m  | Aladağ                                                  | Ağrı/Van          |
| Akbaba (Mercan Dağı)                   | 3462 m  | Munzur Dağları (Mercan Dağları)                         | Erzincan          |
| Karadağ                                | 3460 m  | Gare Dağı/Hakkari Dağları/Tauro orientale               | Hakkâri           |
| Mevzi Dağı                             | 3446 m  | İhtiyarşahap Dağları/Tauro orientale                    | Van               |
| Mengene Dağı                           | 3435 m  | Vandoğusu Dağları                                       | Van               |
| Büyükköse Dağı (Köse Dağı)             | 3433 m  | Karasu Aras Dağları                                     | Ağrı              |
| Aydos Dağı                             | 3430 m  | Bolkar Dağları (Mersin)                                 | Konya             |
| Çat Dağı (Sudis Dağı)                  | 3416 m  | İhtiyarşahap Dağları/Tauro orientale                    | Van               |
| Karçal Dağı                            | 3415 m  | Karçal Dağları/Monti del Ponto orientale                | Artvin            |
| Başak Tepesi (Konaklı Dağı)            | 3355 m  | Yanıntanın Dağları/Tauro orientale                      | Şırnak            |
| Kırklar Dağı                           | 3354 m  | Rize Dağları/Monti del Ponto orientale                  | Rize              |
| Gül Dağı (Boğa Tepesi)                 | 3348 m  | Rize Dağları/Monti del Ponto orientale                  | Rize/Artvin       |
| Cimil Dağı                             | 3331 m  | Rize Dağları/Monti del Ponto orientale                  | Erzurum           |
| Koçkıran Dağı                          | 3326 m  | İhtiyarşahap Dağları/Tauro orientale                    | Van               |
| Bağırpaşa Dağı                         | 3282 m  | Karagöl Dağları                                         | Tunceli           |
| Monte Hasan (Hasan Dağı)               | 3268 m  |                                                         | Aksaray/Niğde     |
| Kandil Dağı                            | 3250 m  | Hakkari Dağları//Tauro orientale                        | Hakkâri           |
| Gelincik Tepesi (Galamemi Dağı)        | 3231 m  | Kelmehmet Dağı/Tauro orientale                          | Şırnak            |
| Mescit Tepesi                          | 3230 m  | Mescit Dağları                                          | Erzurum           |
| Devedağı Tepesi                        | 3202 m  | Mescit Dağları                                          | Erzurum           |
| Eğripınar Dağı                         | 3200 m  | Munzur Dağları                                          | Tunceli           |
| Zor Dağı                               | 3196 m  |                                                         | Ağrı              |
| Demirkapı Tepesi                       | 3193 m  | Soğanlı Dağı/Monti del Ponto orientale                  | Trebisonda        |
| Dağkale Tepesi                         | 3193 m  | Bingöl Dağları                                          | Erzurum           |
| Gözeli Tepesi                          | 3190 m  | İhtiyarşahap Dağları/Tauro orientale                    | Bitlis            |
| Çimen Dağı                             | 3170 m  | Hakkari Dağları//Tauro orientale                        | Hakkâri           |
| Dumlu Dağı                             | 3169 m  | Mescit Dağları                                          | Erzurum           |
| Kısır Dağı                             | 3150 m  |                                                         | Ardahan           |
| Aladağ                                 | 3138 m  | Karasu Aras Dağları                                     | Kars              |
| Yıldız Dağı                            | 3134 m  | Bolkar Dağları (Mersin)                                 | Mersin/Konya      |
| Palandöken Dağı                        | 3124 m  | Karasu Aras Dağları                                     | Erzurum           |
| Allahuekber Tepesi                     | 3120 m  | Allahuekber Dağları                                     | Bayburt/Kars      |
| Karagöl Dağı                           | 3107 m  | Giresun Dağları/Monti del Ponto orientale               | Giresun           |
| Deveboynu Tepesi                       | 3082 m  | Kalkanlı Dağları                                        | Bayburt           |
| Nurhak Dağı                            | 3081 m  | Nurhak Dağları                                          | Kahramanmaraş     |
| Alacabük Dağı                          | 3076 m  | İhtiyarşahap Dağları                                    | Bitlis            |
| Bey Dağı                               | 3075 m  | Tahtalı-Gebirge                                         | Kayseri/Adana     |
| Kızlar Sivrisi                         | 3070 m  | Beydağları                                              | Adalia            |
| Gümüşkale Tepesi                       | 3063 m  | Çakmak Dağı/Karasu Aras Dağları                         | Erzurum           |
| Şakşak Tepe                            | 3057 m  | Şakşak Dağları                                          | Erzurum           |
| Kabak Tepesi                           | 3054 m  | Allahuekber Dağları                                     | Kars              |
| Çadır Dağı                             | 3054 m  | Yalnızçam Dağları                                       | Artvin            |
| Monte Nemrut (Nemrut Dağı)             | 3050 m  | Tauro orientale                                         | Bitlis            |
| Köhnem Dağı                            | 3045 m  |                                                         | Erzincan          |
| Keldağ                                 | 3050 m  | Yalnızçam Dağları                                       | Ardahan           |
| Kızıldağ                               | 3025 m  | Köse Dağları                                            | Sivas             |
| Incebel Dağı                           | 3019 m  | Kelmehmet Dağı/Tauro orientale                          | Şırnak            |
| Uyluk Tepesi (Akdağ)                   | 3016 m  | Akdağları                                               | Muğla             |
| Yaylım Dağı                            | 2997 m  |                                                         | Elâzığ            |
| Melendiz Dağı                          | 2963 m  |                                                         | Niğde             |
| Işık Dağı                              | 2957 m  | Binboğa Dağları                                         | Kahramanmaraş     |
| Akdağ                                  | 2953 m  |                                                         | Erzurum           |
| Yılan Dağı                             | 2950 m  | Munzur Dağları                                          | Tunceli           |
| Şahvelet Dağı                          | 2921 m  | Malatya Dağları                                         | Erzurum           |
| Alacadağ                               | 2844 m  | Monti del Ponto orientale                               | Artvin            |
| Herekol Dağı (Yazlıca Dağı)            | 2838 m  | Tauro                                                   | Siirt             |
| Barla Dağı                             | 2799 m  |                                                         | Isparta           |
| Calgan Dağı                            | 2735 m  | Yama Dağı                                               | Sivas             |
| İsabey Dağı                            | 2730 m  | Van Doğusu Dağları                                      | Van               |
| Dumanlı Dağı                           | 2710 m  | Palandöken Dağları                                      | Erzurum           |
| Kırklar Tepesi                         | 2703 m  | Munzur Dağları                                          | Tunceli           |
| Gürlevik Dağı                          | 2688 m  | Tecer Dağları                                           | Sivas             |
| Davraz Dağı                            | 2635 m  | Davras Dağı                                             | Isparta           |
| Ilgaz Dağı                             | 2587 m  | Ilgaz Dağları                                           | Kastamonu/Çankırı |
| Boz Dağı                               | 2584 m  | Malatya Dağları                                         | Adıyaman          |
| Kaval Dağı                             | 2578 m  | Tauro orientale                                         | Hakkâri           |
| Beygir Dağı                            | 2575 m  | Tauro orientale                                         | Hakkâri           |
| Karadağ                                | 2572 m  | Gümüşhane Dağları                                       | Gümüşhane         |
| Yıldız Dağı                            | 2552 m  |                                                         | Sivas             |
| Olimpo della Misia (Uludağ)            | 2542 m  |                                                         | Bursa             |
| Monte Honaz (Honaz Dağı)               | 2528 m  | Tauro                                                   | Denizli           |
| Sultan Dağı                            | 2519 m  | Sultan Dağları                                          | Afyonkarahisar    |
| Burçak Dağı                            | 2452 m  |                                                         | Erzurum           |
| Akdağ                                  | 2449 m  | Tauro                                                   | Denizli           |
| Bozdağ                                 | 2419 m  | Tauro                                                   | Denizli           |
| Avsek Dağı                             | 2416 m  |                                                         | Erzurum           |
| Köroğlu Tepe                           | 2400 m  | Köroğlu Dağları                                         | Bolu              |
| Tahtalı Dağı                           | 2366 m  | Yanartaş Dağları/Tauro                                  | Adalia            |
| Karababa Dağı                          | 2327 m  | Ak Dağları                                              | Sivas/Yozgat      |
| Murat Dağı                             | 2309 m  |                                                         | Kütahya/Uşak      |
| Babadağ                                | 2308 m  | Tauro                                                   | Denizli           |
| Karcı Dağı                             | 2308 m  | Tauro                                                   | Denizli           |
| Karadağ                                | 2288 m  |                                                         | Karaman           |
| Haydar Dağı                            | 2249 m  | Geyik Dağı/Tauro                                        | Konya             |
| Kızılhisar Dağı                        | 2241 m  | Tauro                                                   | Denizli           |
| Bozdağ (Daz Dağı)                      | 2240 m  | Amanos Dağları (Nur Dağları)                            | Hatay             |
| Topatan Tepesi                         | 2234 m  |                                                         | Tunceli           |
| Karaçam Tepesi                         | 2185 m  |                                                         | Erzurum           |
| Boz Dağı                               | 2159 m  | Boz Dağları                                             | Smirne            |
| Nemrut Dağı                            | 2206 m  | Malatya Dağları/Tauro                                   | Adıyaman          |
| Göllü Dağ                              | 2143 m  | Tauro                                                   | Niğde             |
| Cudi Dağı                              | 2114 m  | Tauro                                                   | Şırnak            |
| Küp Dağı                               | 2088 m  |                                                         | Elâzığ            |
| Loras Dağı                             | 2041 m  |                                                         | Konya             |
| Yaralıgöz Dağı                         | 2019 m  | Küre (Isfendiyar) Dağları                               | Kastamonu         |
| Karacadağ                              | 1957 m  | Tur Abdin                                               | Şanlıurfa         |
| Eşenler Dağı                           | 1951 m  | Tauro                                                   | Konya             |
| Oyuklu Dağı (Karagedik Dağı)           | 1892 m  | Madranbaba Dağları (Doğu Menteşe Dağları)               | Muğla             |
| Sarıçiçek Tepesi                       | 1871 m  |                                                         | Tunceli           |
| Gabar Dağı o Küpeli Tepe               | 1848 m  | Tauro                                                   | Şırnak            |
| Aydin Dağları                          | 1831 m  |                                                         | Smirne            |
| Kırklar Tepe                           | 1774 m  | Ida                                                     | Çanakkale         |
| Ulus Dağı                              | 1769 m  | Alacam Dağları                                          | Balıkesir         |
| Keldağ (Kılıç Dağı, Dschabal al-Aqraʿ) | 1736 m  | Ziyaret Dağı                                            | Hatay             |
| Tuzlatepe                              | 1637 m  | Canik Dağları                                           | Tokat             |
| Ahir Dağı                              | 1625 m  | Tauro orientale                                         | Kahramanmaraş     |
| Beşparmak Dağı                         | 1612 m  | Tauro                                                   | Denizli           |
| Mussa Dagh (Musa Dağı)                 | 1355 m  | Amanos Dağları                                          | Hatay             |
| Kavak Dağı                             | 1332 m  | Bolu Dağları                                            | Karabük           |
| Teke Dağı (Latmos)                     | 1332 m  | Beşparmak Dağları (Batı Menteşe Dağları, Latmosgebirge) | Muğla             |
| Haydar Tepesi (Karaca Dağı)            | 1306 m  | Haymana Platosu                                         | Ankara            |
| Mahya Dağı                             | 1031 m  | Strandža (Yıldız Dağları, Istranca Dağları)             | Kırklareli        |
| Karasis Dağı                           | 930 m   | Tauro                                                   | Adana             |